# Hannah Idowu Dideolu Awolowo
Hannah Idowu Dideolu Awolowo (nhũ danh Adelana; 25 tháng 11 năm 1915 – 19 tháng 9 năm 2015), thường được gọi là HID,  được sinh ra trong một gia đình khiêm tốn trong cộng đồng Ikenne nhỏ Ogun State ở Nigeria và tham dự Trường Trung học Methodist Girls, Lagos. Bà đã kết hôn với chính trị gia Obafemi Awolowo vào ngày 26 tháng 12 năm 1937 đến khi ông qua đời vào năm 1987. Anh nổi tiếng gọi cô là "viên ngọc quý giá trị". Bà cũng là một nữ doanh nhân thành đạt và chính trị gia sắc sảo. Bà đóng một vai trò tích cực trong chính trị của Tây Nigeria. Bà đứng về phía chồng mình trong liên minh được thành lập giữa NCNC và AG, được gọi là Liên minh tiến bộ thống nhất (UPGA), trong khi ông ta bị xét xử và ngồi tù.
Kế hoạch là bà sẽ tranh cử trong cuộc bầu cử, và nếu bà thắng, sẽ từ chức vì chồng bà trong một cuộc bầu cử phụ. Để thực hiện ước mơ trở thành tổng thống của mình tại Cộng hòa thứ hai, bà đã đi khắp chiều dài của đất nước với người chồng của mình để vận động. Bà cũng điều phối cánh phụ nữ của bữa tiệc và luôn có mặt trong tất cả các buổi họp kín của bữa tiệc. Là một nữ doanh nhân thành đạt, bà trở thành nhà phân phối Nigeria đầu tiên cho Công ty Thuốc lá Nigeria (NTC) vào năm 1957. Bà là người đầu tiên nhập nguyên liệu ren và hàng dệt khác vào Nigeria. Ngoài một loạt các danh hiệu khác, bà còn nắm giữ quyền lãnh đạo của Yeye Oodua của Yorubaland. Vào ngày 19 tháng 9 năm 2015, bà qua đời ở tuổi 99 chỉ hơn 2 tháng so với sinh nhật thứ 100 của mình. Bà đã được nghỉ ngơi bên cạnh chồng tại Ikenne vào ngày 25 tháng 11 năm 2015. Phó Tổng thống Nigeria, Giáo sư Yemi Osibajo kết hôn với bà Dolapo Osibajo, con gái lớn của cố Tổng thống Hannah Idowu Dideolu Awolowo.